# Aeródromo Río Negro
El Aeródromo Río Negro (OACI: SCRN), es un terminal aéreo ubicado junto a la ciudad de Hualaihué, Provincia de Palena, Región de Los Lagos, Chile. Este aeródromo es de carácter público.